# Мане (футболист)
Хосе Мануэль Хименес Ортис (исп. José Manuel Jiménez Ortiz; 21 декабря 1981, Тарифа, Кадис, Андалусия, Испания) более известный как Мане (исп. Mané) — испанский футболист, защитник.

## Карьера
Родился в городе Тарифа, начинал свою карьеру в молодёжной команде «Линенсе». С 2000 года привлекается к играм основного состава в Сегунде B, в клубе провел 2 года и провел 13 матчей.
В 2002 году переходит в клуб «Дитер Сафра», за который проводит 8 и забивает 1 гол. С 2003 года выступал в клубе Сегунды B «Атлетико Мадрид Б» в клубе за 2 сезона провел 68 матчей и забил 14 голов.
В сезоне 2005/06 сделал шаг наверх, присоединился к клубу Сегунды «Сьюдад де Мурсия» за который провел в том сезоне 39 игр, забил 2 гола и занял с клубом 4 место, в шаге от повышения в Ла Лигу.
С сезона 2006/07 переходит в клуб «Альмерия» где сразу становится игроком основного состава и помогает своему клубу занять второе место в Сегунде, дающее право выступать со следующего сезона в высшей лиге Испании. В свой первый сезон в Ла Лиге «Альмерия» заняла восьмое место, а Мане забил дважды в матчах с «Мальоркой» и «Рекреативо» и вошёл в состав команды года по признанию журналиста Sky Sports Гуиллема Балаге.
В 2009 году появились слухи о том, что Мане интересуется «Вильярреал», однако в начале июля 2009 года, после более ста проведенных матчей за «Альмерию», переходит в клуб «Хетафе».
2 июля 2013 года становится известно, что Мане переходит в самый титулованный клуб Израиля «Маккаби Тель-Авив», с которым заключил двухлетний контракт. Дебютировал за свой новый клуб через 15 дней в квалификационном раунде Лиги Чемпионов против клуба «Дьер».
В конце декабря 2013 года возвращается в Испанию в свой бывший клуб «Альмерия».
Завершил карьеру в июне 2018 года, после двух сезонов в «Альхесирас». Занял позицию спортивного директора клуба, но после отставки руководства в ноябре 2019 покинул клуб.

## Достижения
- Серебряный призёр Сегунда: 1 (2006/07)
- Чемпион чемпионата Израиля: 1 (2013/14)

## Интересный факт
В сезоне 2007/08 в составе «Альмерии» помимо Мане выступало ещё двое футболистов с фамилией Ортис: Хосе Ортис и Хуан Мануэль Ортис.